# Batiscafo Trieste
El Trieste fue un batiscafo de investigación oceanográfica de diseño suizo y construcción italiana con una tripulación de dos ocupantes. En 1960 alcanzó una profundidad de inmersión récord de 10.900 m en la fosa de las Marianas, cerca de la isla de Guam.

## Diseño y construcción
Trieste fue diseñado por el científico suizo Auguste Piccard, basándose en su experiencia previa con el batiscafo FNRS-2. El término batiscafo se refiere a su capacidad para sumergirse y maniobrar sin estar atado a un barco, a diferencia de una batisfera, siendo bathys de origen griego antiguo que significa "profundo" y scaphe una embarcación ligera en forma de cuenco. Fue construido en Italia y lanzado el 26 de agosto de 1953 cerca de la Isla de Capri en el Mar Mediterráneo, fue operado en el Mediterráneo por la Marina Francesa durante varios años hasta que fue comprado por la Marina de los Estados Unidos en 1958 por US$250,000, equivalente a $2.6 millones de hoy en día. Trieste consistía en una esfera de tripulación pesada suspendida de un casco que contenía tanques llenos de gasolina para flotabilidad, tolvas de lastre llenas de plomada de hierro y tanques de agua inundables para hundirse. Esta configuración general permaneció igual, pero después de modificaciones en el casco para el Proyecto Nekton, que incluyó la inmersión en la Fosa de las Marianas, Trieste tenía más de 15 metros (49,2 pies) de longitud. El casco fue construido por Cantieri Riuniti dell'Adriatico, en el Territorio Libre de Trieste en la frontera entre Italia y Yugoslavia, ahora en Italia, de ahí el nombre. La esfera de presión fue construida por separado e instalada en el casco en el Cantiere navale di Castellammare di Stabia, cerca de Nápoles.

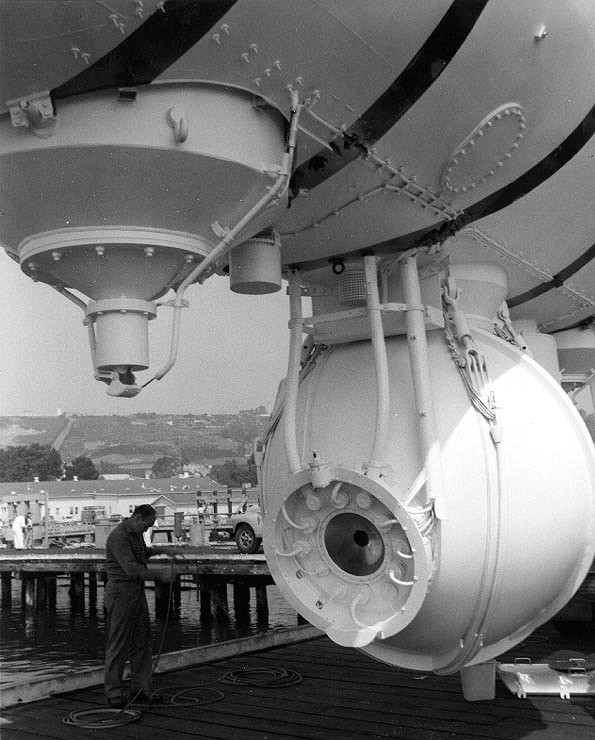
Esfera de presión, con tolva de lastre delantera, izquierda

La esfera de presión estaba unida a la parte inferior del casco y alojaba a dos tripulantes que accedían a ella a través de un eje vertical a través del casco; este eje de acceso no estaba presurizado y se inundaba con agua de mar al descender. La esfera era completamente autónoma, con un sistema de recirculación de aire cerrado con oxígeno suministrado desde cilindros mientras que el dióxido de carbono era eliminado del aire al pasar por cartuchos de soda cáustica. Las baterías proporcionaban energía eléctrica. La esfera de presión original de Piccard fue construida por Acciaierie, Terni, de acero forjado en dos hemisferios y soldada para formar una esfera de 2,4 metros (7,9 pies) de diámetro y 89 milímetros (3,5 plg) de espesor,
Esta esfera de presión fue reemplazada en diciembre de 1958 por otra fundida por la Krupp Steel Works de Essen, Alemania, en tres secciones; un anillo ecuatorial y dos tapas, que fueron mecanizadas finamente y unidas por los Ateliers de Constructions Mécaniques de Vevey. La nueva esfera también era de acero, pero más pequeña, con un diámetro de 2,16 metros (7,1 pies) y con paredes más gruesas, de 127 milímetros (5 plg), calculadas para resistir la presión de 1250 kilogramos/cm² (122,6 MPa) en el fondo de la Fosa de las Marianas más un sustancial factor de seguridad. La nueva esfera pesaba 14,25 toneladas (31 415,9 lb) en aire y 8 toneladas (17 637 lb) en agua, dándole una gravedad específica promedio 2.6 veces (o 1.6 veces mayor que) la del agua de mar (13÷(13−8)). Las observaciones exteriores por parte de la tripulación se realizaban a través de un ojo de buey hecho de un solo bloque cónico de plexiglás, el único material transparente disponible que podía resistir la presión. La iluminación exterior era mediante lámparas de arco de cuarzo, que podían resistir la presión sin modificaciones.

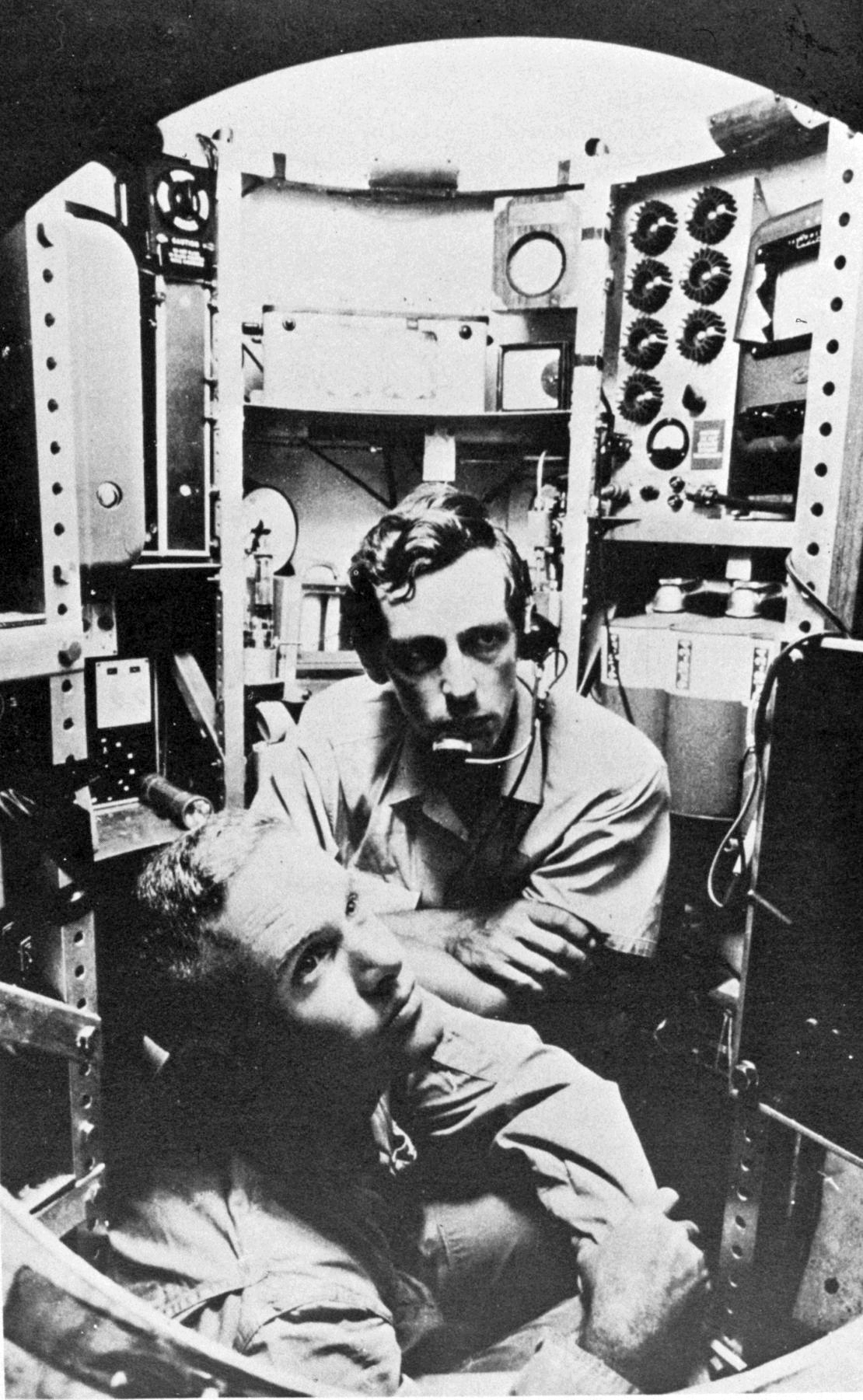
Don Walsh y Jacques Piccard a bordo de Trieste

Los tanques de flotación estaban llenos de gasolina, que flota en agua y es similarmente incompresible. Los cambios en el volumen de la gasolina causados por cualquier compresión ligera o cambios de temperatura eran acomodados por el flujo libre de agua de mar dentro y fuera del fondo de los tanques durante una inmersión a través de válvulas, igualando la presión y permitiendo que fueran construidos ligeramente.
El lastre se mantenía en dos tolvas cónicas delante y detrás de la esfera de la tripulación, cada una conteniendo 9 toneladas (19 841,6 lb) de plomada de hierro. Este lastre de plomada permitía que la embarcación se hundiera, y su liberación causaba que ascendiera. La plomada de hierro estaba bloqueada en su lugar en las gargantas de las tolvas por electromagnetos y se liberaba ya sea apagando los electromagnetos o en caso de una falla eléctrica. La liberación progresiva permitía el equilibrio de flotabilidad. Los recipientes de presión de flotabilidad variable impulsados por aire comprimido, típicamente utilizados en submarinos, no son factibles a presiones extremas.
Los tanques de agua en cada extremo del casco se bombeaban para la flotación, elevación y remolque en la superficie y se inundaban completamente para permitir el hundimiento.
Tras su adquisición por parte de la Marina de los Estados Unidos, Trieste fue modificada extensamente por el Naval Electronics Laboratory, San Diego, California, probada en el Océano Pacífico durante los próximos años, y culminó en una inmersión en el fondo de la Fosa de las Marianas el 23 de enero de 1960.

## Expedición a la fosa de las Marianas
El 23 de enero de 1960, el Batiscafo "Trieste", tripulado por el teniente Don Walsh de la Armada de los Estados Unidos y el científico suizo Jacques Piccard
La misión comenzó temprano en la mañana, mientras el "Trieste" se encontraba anclado en la superficie del océano Pacífico, cerca de la Fosa de las Marianas. El teniente Don Walsh y el científico Jacques Piccard, los valientes tripulantes, se prepararon minuciosamente para la inmersión, revisando los sistemas y equipos del batiscafo para garantizar su seguridad en las profundidades extremas.
A medida que se acercaba la hora de la inmersión, la tensión en la embarcación era palpable.
La expectación era enorme, ya que nunca antes se había intentado llegar tan profundo en el océano. 
Finalmente, cuando todo estuvo listo y se aseguró de que los sistemas estuvieran operativos, el Trieste comenzó su descenso hacia las profundidades abisales.
Conforme el submarino se sumergía, la oscuridad y la presión aumentaban rápidamente. A medida que el Trieste se adentraba en la Fosa de las Marianas, la tripulación estaba en contacto constante con la superficie, informando sobre su progreso y recopilando datos cruciales. Al alcanzar la profundidad récord de aproximadamente 10,916 metros (35,814 pies), la tripulación del Trieste pudo observar el asombroso paisaje submarino, marcando un momento histórico en la exploración del océano.Durante su estancia en el fondo de la fosa, que duró aproximadamente 20 minutos, Walsh y Piccard recopilaron datos científicos y tomaron muestras de la vida marina en estas condiciones extremas antes de emprender el ascenso de regreso a la superficie.El regreso exitoso del Trieste fue recibido con celebración y aplausos en la superficie.

## Galería

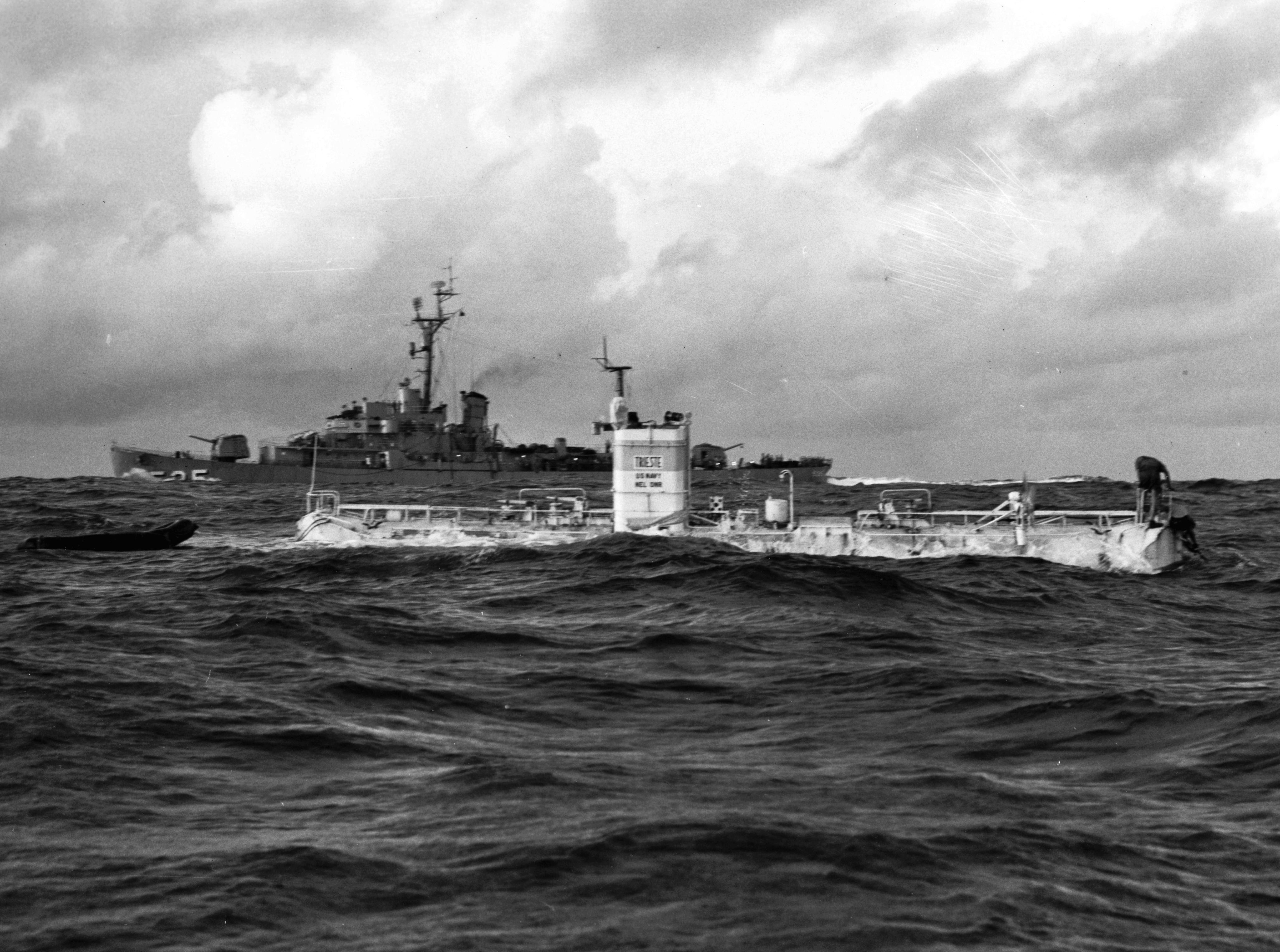
El Trieste antes de 1960
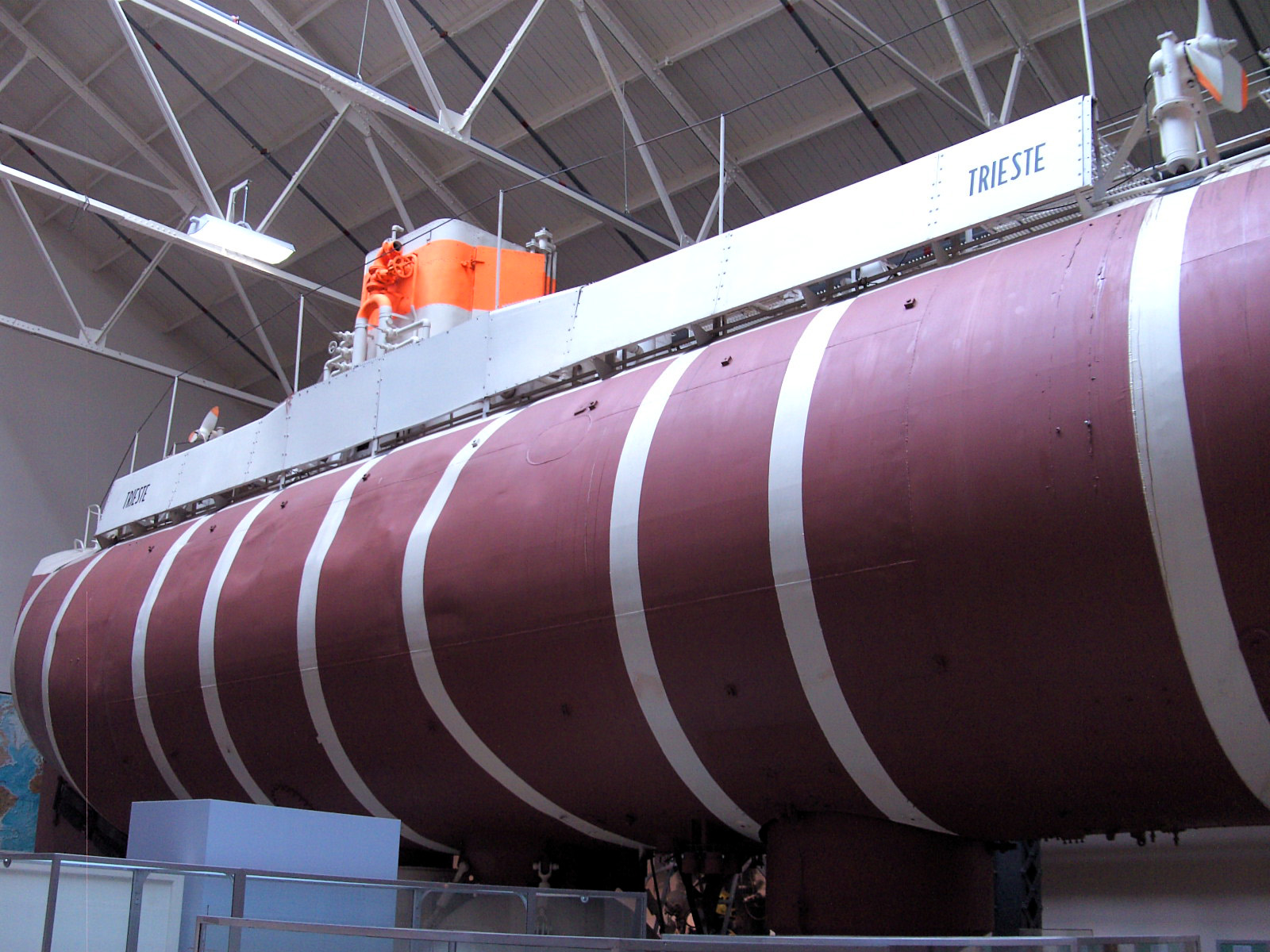
Esquema
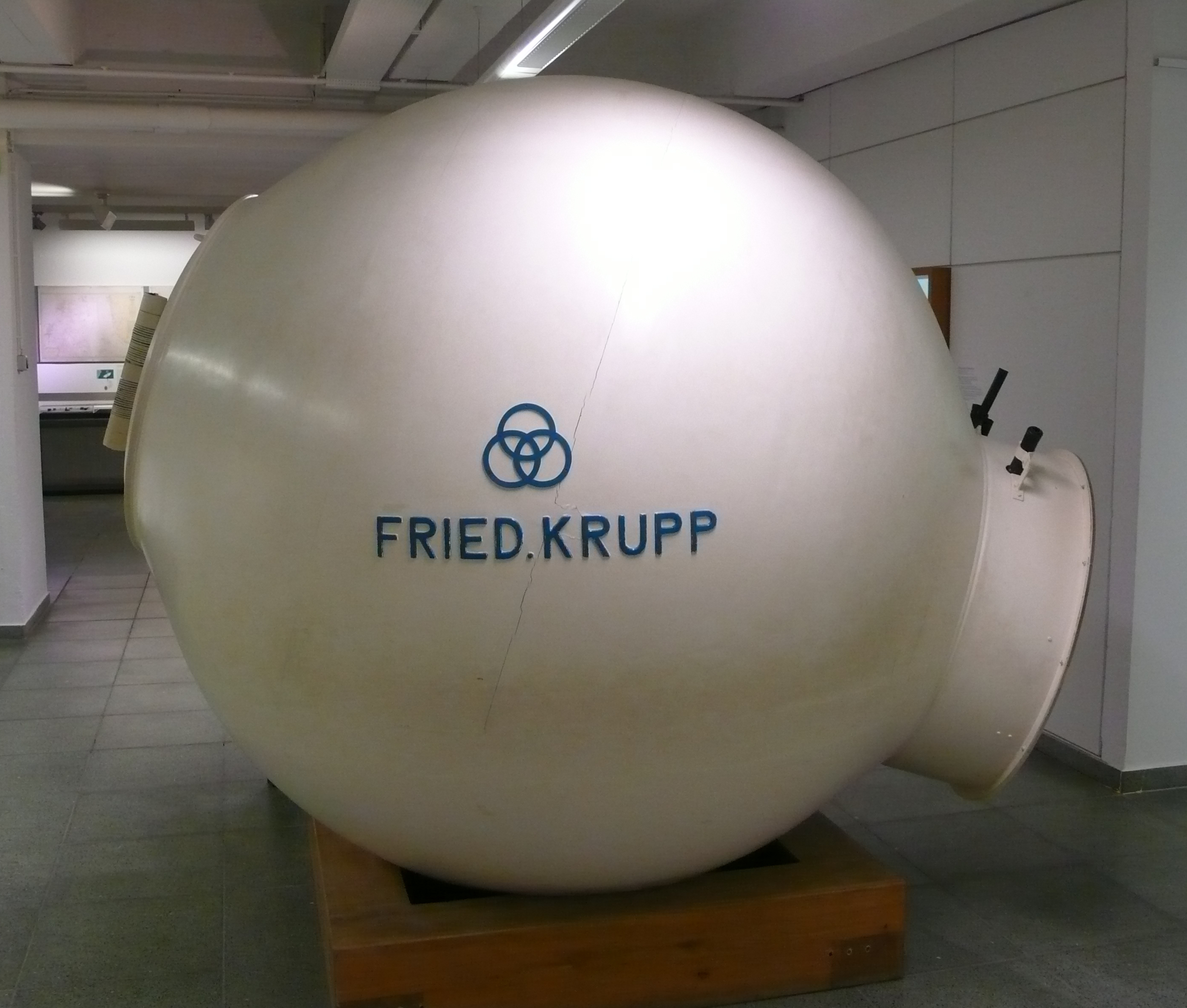